# Rea Silvia
Rea Silvia, también conocida como Ilia, fue la mítica madre de los gemelos Rómulo y Remo, que fundaron la ciudad de Roma. Su historia se relata en el Ab urbe condita libri del historiador Tito Livio, y es una leyenda romana.

## La leyenda

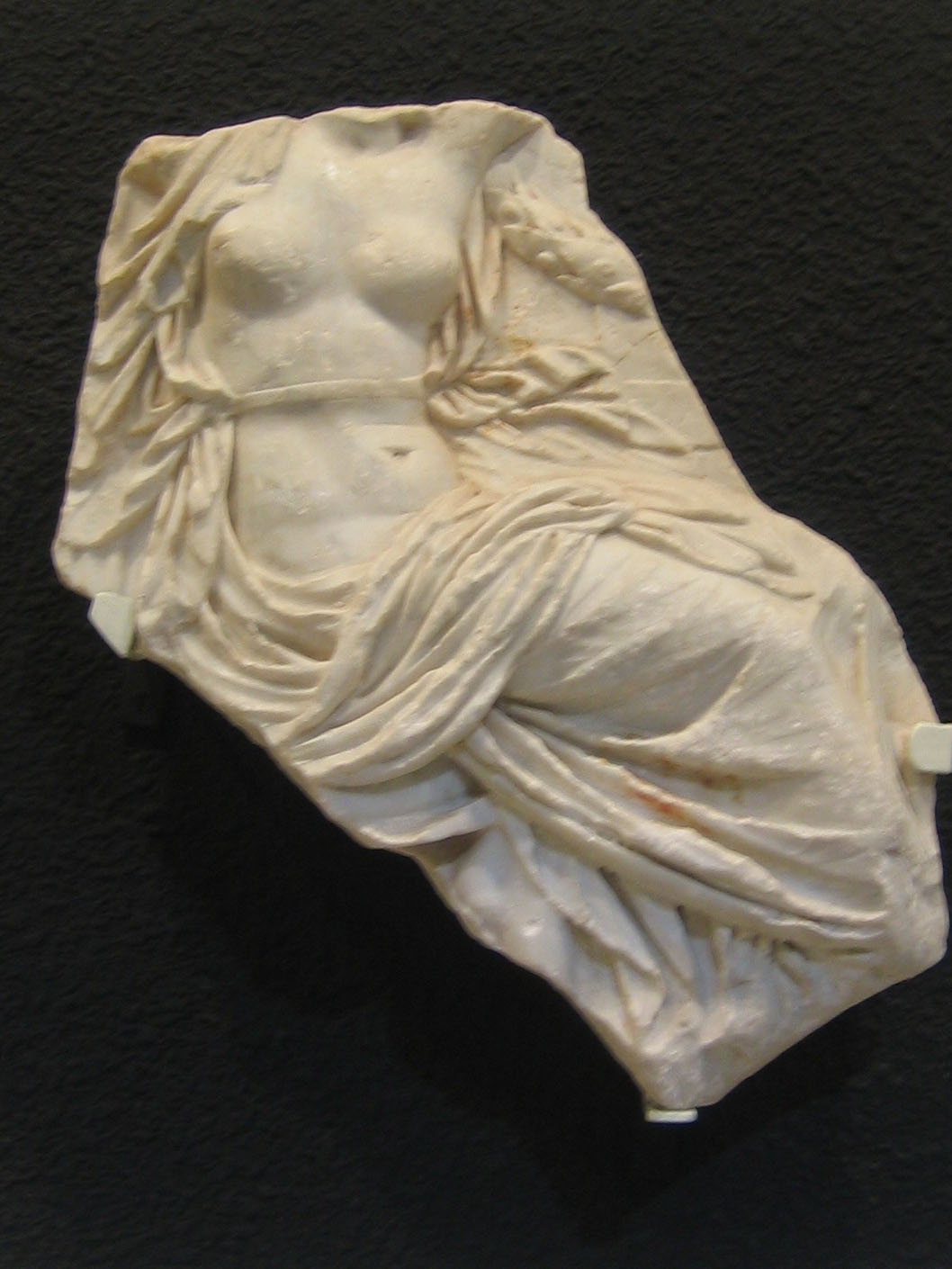
Torso de Rea Silvia, Museo del Teatro Romano de Cartagena.

Según la leyenda, Silvia era hija de Numitor, rey de Alba Longa, y descendía de Eneas. El hermano de Numitor, Amulio, ascendió al trono y obligó a Rea Silvia a convertirse en una virgen vestal, una sacerdotisa consagrada a la diosa Vesta. Las vestales debían guardar un periodo de celibato de treinta años, por lo que Silvia no podría tener herederos.
Sin embargo, el dios Marte se apareció en un sueño de Silvia y la violó en un bosque. De esta violación nacieron los gemelos Rómulo y Remo. Cuando Amulio se enteró de esto, ordenó que a Rea Silvia se la enterrara viva y que se matara a los gemelos. El bondadoso siervo al que se le había ordenado la tarea, puso a los gemelos en un cesto en el Tíber, pero no los asesinó. El dios del río encontró a los gemelos y los dejó al cuidado de una loba, Luperca, que había perdido a sus propios cachorros, para que los amamantara. El dios Tíber rescató a Rea Silvia y se casó con ella. Cuando los gemelos crecieron,  fueron a Alba Longa, derrocaron a su tío abuelo Amulio y restablecieron en el trono de Alba Longa a Numitor.
Tito Livio presenta en su libro Ab urbe condita libri una versión más racional de la historia. En el Ab urbe se relata que el río creció cuando los soldados recibieron órdenes de matar a los gemelos y que los militares pensaron que el fango derivado de la crecida sería suficiente para ahogar a los gemelos. Livio también arroja dudas sobre la famosa leyenda de que fueron amamantados por una loba, ya que según Livio, la mujer del pastor Fáustulo, Aca Larentia, que cuidó a los gemelos en su niñez, era una famosa prostituta. La correlación entre estos dos hechos es que en latín la palabra lupa significa tanto "loba" como "prostituta", por lo que no es disparatado pensar que la lupa a la que se refieren los escritos antiguos fuera en realidad Aca Larentia.
Según Livio, la explicación realista de este mito es fundamental para la historia de Roma. Los artistas, sin embargo, recurrirán en numeras ocasiones a la leyenda de la violación de Silvia por Marte: Los Latinistas, Invención de Rea Silvia,...
En una versión presentada por Ovidio, es el río Anio el que tuvo piedad de Silvia y le ofreció el reinado de sus territorios.

## Etimología
El nombre de Rea Silvia sugiere que podría tratarse en su origen de una deidad menor o una semidiosa de los bosques. Silvia significa "bosque" o "selva" y Rea puede estar relacionada con "res" y "regnum"; también puede estar relacionada con la palabra griega rheô, que significa "flujo" y que se asociaría, por tanto, al espíritu del Tíber. Carsten Niebuhr asocia el nombre de Rea Silvia con el nombre genérico de Rea (culpable) y Silva (selva), lo que significaría "mujer culpable de la selva", es decir, mujer que ha sido violada.